# Диофантова геометрия
Диофантова геометрия — подход к теории диофантовых уравнений, формулирующий задачи в терминах алгебраической геометрии над алгебраически незамкнутым базисным полем K, таким как поле рациональных чисел или конечное поле, или, обобщённо, коммутативное кольцо, такое как кольцо целых чисел. Единичное уравнение определяет гиперповерхность, и, таким же образом, диофантово уравнение переходит в алгебраическое многообразие V над K. Типичный вопрос о природе множества V(K) точек на V с координатами в K — вопрос «размере» множества этих решений: существуют ли такие точки вообще, конечно ли их число или бесконечно. Для геометрического подхода соглашение об однородности уравнений и однородности координат фундаментально. Решения в рациональных числах является основным соглашением[уточнить].
Одним из характерных результатов диофантовой геометрии является теорема Фальтингса, утверждающая о конечности множества рациональных точек алгебраической кривой C рода g > 1 над рациональными числами. Первым результатом диофантовой геометрии, вероятно, следует считать теорему Гильберта — Гурвица, разбирающую случай g = 0.

## История
В 1962 году Серж Ленг опубликовал книгу «Диофантова геометрия», в которой был в традиционном ключе изложен материал в диофантовых уравнениях по степени и числу переменных. Книга Луиса Морделла «Диофантовы уравнения» (1969) начинается с замечания об однородном уравнении f = 0 над рациональным полем, приписываемого Гауссу, что ненулевые целые решения существуют тогда и только тогда, когда существуют ненулевые рациональные решения, а также замечания о возражениях Линорда Диксона о параметрических решениях. Результаты Гильберта и Гурвица, полученные в 1890 году, ограничивающие диофантову геометрию кривых 0-го рода степенями 1 и 2 (конические сечения) описан в главе 17, там же сформулировано обобщение для кривых g > 1 (позднее известное как гипотеза Морделла, и ставшее теоремой Фальтингса после доказательства утверждения). Теорема Зигеля о целочисленных точках рассматривается в главе 28. Теорема Морделла — Вейля о конечном числе рациональных чисел на эллиптической кривой изложена в главе 16, и целых чисел на кривой Морделла — в главе 26. При этом Морделл негативно отзывался о геометрическом подходе, используемом Ленгом.
Однако концепция Ленга с опорой на геометрическую интуицию позднее обрела популярность, и в 2006 году он был назван «провидцем».